# Berón de Astrada (departement)
Beron de Astrada je departement ležící na severu provincie Corrientes na severovýchodě Argentiny a je jedním z 25 departementů provincie.
Na severu hraničí (hranici tvoří řeka Paraná) s Paraguayí, na východě a jihu s departementem General Paz a na západě s departementy Itatí a San Luis del Palmar.
Hlavní město departementu mělo stejný název, ale v roce 2013 bylo přejmenováno na San Antonio de Itatí.